# ナント大学
ナント大学（仏: Université de Nantes）は、フランス・ナントの大学。
学生数約33000人を擁する、フランス第2位の大規模大学。
ブルターニュ公フランソワ2世時代の1460年に創立されたが、フランス革命によって廃止された。その後、1962年に復興された。